# 2021年布魯塞爾峰會
2021年北大西洋公约组织布鲁塞尔峰会（NATO Summit Brussels 2021）是北大西洋公约组织国家元首和政府首脑舉行的第31次正式会议，此次會議于2021年6月14日在比利时的布鲁塞尔举行。北約成員國在此次會議上發表聯合公報，將中华人民共和国列為北約面臨的系統性安全挑戰。